# Stazione di Maçanet-Massanes
Maçanet-Massanes (in spagnolo Massanet-Massanas, in passato denominata Empalme) è una stazione ferroviaria di proprietà di ADIF situata nel comune di Maçanet de la Selva, nella comarca catalana de La Selva,  in provincia di Gerona. La stazione è dislocata lontana dal centro urbano e si trova sulla biforcazione tra le  linee Barcellona-Mataró-Maçanet e Barcellona-Granollers-Gerona-Figueres-Portbou. Vi fermano i treni delle Rodalies de Catalunya delle linee R1 e R2 Nord, della linea RG1 delle Rodalies de Girona e la linea regionale R11, tutte esercite da Renfe Operadora.

## Storia
La stazione fu inaugurata il 27 agosto 1860 con l'entrata in servizio della tratta Granollers-Empalme, località di Maçanet dove si congiungevano il tracciato ferroviario interno via Granollers e quello costiero di prolungamento della linea Barcellona-Mataró.
I lavori e la gestione iniziale furono a carico della Compañía de los Caminos de Hierro de Barcelona a Granollers nota anche come Compañía de los Caminos de Hierro del Norte de Barcelona. Negli anni successivi vi furono diverse fusioni e passaggi di gestione fino a quando nel 1875 la stazione passò sotto il controllo della Compañía de los ferrocarriles de Tarragona a Barcelona y Francia (TBF), che aveva assorbito gran parte delle piccole società ferroviarie operanti all'epoca in Catalogna. Nel 1889 TBF si fuse con la più potente Compañía de los Ferrocarriles de Madrid a Zaragoza y Alicante (MZA), situazione che durò fino al 1941 quando le ferrovie spagnole furono nazionalizzate con la nascita di RENFE. 
Dal 31 dicembre 2004 la stazione è gestita da Renfe Operadora mentre la proprietà fa capo ad ADIF.

## Strutture e impianti
L'edificio per i passeggeri, che ha sostituito completamente la struttura originaria, è di forma rettangolare a un solo piano, situato in posizione centrale rispetto ai binari che formano una Y, essendo la stazione punto di congiunzione di due tracciati ferroviari. Sono presenti quattro binari e due banchine sia per il tracciato proveniente dalla zona interna della Catalogna che per il tracciato proveniente dalla linea costiera, per un totale di 8 binari; una delle banchine è condivisa tra le due linee. 
È presente un binario morto di stazionamento mentre sopra ai binari e alla stazione passa il viadotto utilizzato dai treni della ferrovia ad alta velocità Madrid-Barcellona-Confine francese.

## Interscambi
La stazione è capocorsa delle linee R1 e R2 Nord delle Rodalies de Catalunya ed è una fermata fissa sia per la linea RG1 L'Hospitalet de Llobregat-Figueres-Portbou delle Rodalies de Girona nonché per tutte le linee regionali a media percorrenza che partono da Barcellona Sants e sono dirette verso il confine francese.